# 渡子島村
渡子島村（とのこしまむら）は、広島県安芸郡にあった村。現在の呉市の一部にあたる。明治末頃から呉海軍工廠への通勤者が増え、漁網会社、小規模鉄工所・造船所の設立が行われた。

## 地理
- 海洋：広島湾
- 島嶼：倉橋島[1]

## 歴史
- 1889年（明治22年）4月1日、町村制の施行により、安芸郡渡小島村が単独で村制施行し、渡小島村が発足[1][2]。
- 1909年（明治42年）綟網工場設立[1]。
- 1918年（大正7年）電灯点灯[1]。
- 1924年（大正13年）田原に渡小島郵便局開局[1]。
- 1932年（昭和7年）4月1日、安芸郡音戸町と合併し、音戸町が存続して廃止された[1][2]。

## 産業
- 農業、漁網、鉄工[1]。